# Pranab Mukherjee
Pranab Kumar Mukherjee (en bengalí: প্রণব কুমার মুখার্জী; Mirati, districte de Birbhum, 11 de desembre de 1935 – Nova Delhi, 31 d'agost de 2020) fou un polític indi de centreesquerra militant del Congrés Nacional Indi. Va ser president de l'Índia de 2012 a 2017.
Va ocupar els càrrecs de ministre de Finances de 1982 a 1984 i de nou a partir del 24 de gener de 2009 i de ministre d'Afers exteriors de 1995 a 1996 i una altra vegada del 24 d'octubre de 2006 al 23 de maig de 2009.
Va ser elegit 13è president de l'Índia el 22 de juliol de 2012 amb el 69,3% dels vots davant el seu rival, el conservador Purno A. Sangma, representant del Partit Bharatiya Janata.